# Frankenberg (Speichersdorf)
Frankenberg (oberfränkisch: Frangaberch) ist ein Gemeindeteil der Gemeinde Speichersdorf im Landkreis Bayreuth (Oberfranken, Bayern). Frankenberg liegt in der Gemarkung Prebitz.

## Lage
Das Kirchdorf liegt südwestlich des Kernortes Speichersdorf, am westlichen Ende des Speinsharter Forsts und am Almosbach. Die Kreisstraße BT 20 führt an Klein- und Großkorbis vorbei nach Losau (2 km westlich) bzw. nach Kodlitz (1,5 km nordöstlich). Am Höhenzug zwischen Frankenberg und Nairitz verläuft die Europäische Hauptwasserscheide, wobei Frankenberg auf der dem Rhein zugewandten Seite liegt.

## Geschichte
1125 wurde ein Schloss „Frankenberg“ erstmals urkundlich erwähnt. Der Ortsname bedeutet Berg der Franken. Das Schloss erhielt der Nürnberger Burggraf Johann vom Königreich Böhmen. In der Fraisch unterstand Frankenberg im 18. Jahrhundert dem brandenburg-bayreuthischen Kasten- und Stadtvogteiamt Creußen. Von 1791/92 bis 1810 unterstand der Ort dem preußische Justiz- und Kammeramt Pegnitz.
Mit dem Gemeindeedikt (frühes 19. Jahrhundert) wurde Frankenberg dem Steuerdistrikt Losau und der Ruralgemeinde Prebitz zugewiesen.
Ortsbildprägend ist die am 22. Mai 1955 eingeweihte Heilig-Geist-Kirche in der Mitte des Ortes, die der evangelisch-lutherischen Kirchengemeinde Neustadt am Kulm gehört. Bis zum Bau der Kirche nahmen die Gläubigen für den Gottesdienstbesuch in Neustadt am Kulm einen zweistündiger Fußmarsch in Kauf. Die Mitte des ehemaligen Kirchweges durch den Speinsharter Forst ist durch einen Stundenstein gekennzeichnet.
Im Zuge der Gebietsreform in Bayern wurde Frankenberg nach Speichersdorf eingemeindet.

## Baudenkmäler
In den Außenmauern zweier Wohnhäuser sind Stücke der Burgmauer erhalten. Sie sind identisch mit der Umfassungsmauer (Burgbefestigung) der zerstörten Burg Frankenberg aus dem 12./13. Jahrhundert:
- Südliche und westliche Außenmauer des Wohnhauses Frankenberg 12[11]
- Südliche Mauer des Wohnhauses Frankenberg 13[11]

## Regelmäßige Veranstaltungen
- Das Gaudi-Skirennen Frankenberg Cup findet bei geeigneten Schneeverhältnissen im Januar oder Februar am Hang der Siemersleitn (Hohe Hut) statt und wird durch den Geselligkeitsverein hideaway Frankenberg/Nairitz e. V. und den TSV Kirchenlaibach/Speichersdorf ausgerichtet.
- Die Kerwa in Frankenberg findet jeweils am Wochenende nach Christi Himmelfahrt statt und wird durch den Geselligkeitsverein hideaway Frankenberg/Nairitz e. V. veranstaltet. Im Jahr 1955 wurde am Himmelfahrtswochenende die Kirche des Ortes geweiht. Zur Kerwa wird beim Aufspielen der Kerwagesellschaft das lokale Geschehen durch die Kerwaburschen in Gstanzlform auf die Schippe genommen. Während der Kerwa wird ein öffentlicher Preisschafkopf nach lokal üblichem Reglement ausgetragen.
- Das Dorffest findet jeweils am zweiten Augustwochenende statt und wird durch die Freiwillige Feuerwehr Frankenberg ausgerichtet.